# Wikipedija na slovačkom jeziku
Slovačka Wikipedija (slo. Slovenská Wikipédia), inačica Wikipedije na slovačkom jeziku. Započeta je u rujnu 2003. godine, a aktivnom je postala u ljetu 2004. godine. U rujnu 2005. je prešla prag od 15.000 članaka, a prag od 50.000 članaka je prešla u kolovozu 2006. godine. 
U svibnju 2018. godine je imala više od 225.000 članaka.

## Galerija
- Prigodni znak povodom 200.000 članaka (2015.)

## Vanjske poveznice
- Wikipedija na slovačkom jeziku